# Latino Alcimo Alécio
Latino Alcimo Alécio (em latim: Latinus Alcimus Alethius) foi um filósofo, poeta, retor e advogado de Burdígala (atual Bordéus) no século IV. Foi autor de panegíricos sobre Juliano (r. 361–363) e Salústio. Presumivelmente era o poeta Alcimo que escreveu a obra 1.22.713-15 da Antologia Poética e aquele citado por Sidônio Apolinário. Também deve ser o homônimo cujos livros são citados num catálogo do século IX.